# Paul Schröderstierna
Paul Schröderstierna, före adlandet 1770 Schröder, född den 26 november 1769 i Stockholm, död där den 29 april 1838, var en svensk militär.

## Biografi
Schröderstierna var son till bergsrådet Samuel Schröderstierna och dennes hustru Agneta Cecilia von Schoting. Redan som 13-åring, den 28 februari 1782, blev han student vid Uppsala universitet. Hans militära karriär inleddes den 7 januari 1788 då han utnämndes till sergeant vid Artilleriregementet och den 20 maj samma år blev han underlöjtnant. Han följde med regementet under Gustav III:s ryska krig till Finland.
Den 23 juni 1794 befordrades han till löjtnant vid det då nyupprättade Svea artilleriregemente och han utnämndes den 2 november 1795 till stabsadjutant hos Gustav IV Adolf samt befordrades till kapten. Den 10 augusti 1796 utnämndes han till överadjutant hos kungen och major. Den 8 november 1800 förflyttades han till Finska artilleriregementet och blev även utsedd till kommendant på Carlstens fästning den 18 november 1801. Den 2 november 1803 befordrades han till tygmästare vid regementet. Schröderstierna dömdes dock den 21 mars 1804 från sin tjänst, då en fånge lyckats rymma från fästningen. Han återfick dock sin forna tjänst den 23 juni samma år.
I februari 1809 under det pågående Finska kriget utnämndes han åter till överadjutant samtidigt som han befordrades till överstelöjtnant. Efter kriget nedlades Finska artilleriregementet och han fick en befattning som major och tygmästare vid Wendes artilleriregemente den 4 juni 1811. Han utnämndes till överste den 18 februari 1812 och fick samma befattning inom artilleriet den 28 januari 1813. Han deltog även i kriget på kontinenten under det Sjätte koalitionskriget.
Den 28 september 1821 blev han tillförordnad fälttygmästare och redan den 1 december samma år utnämndes han till generaladjutant. Han befordrades slutligen till tillförordnad artilleriinspektör den 28 mars 1829  och fick sin sista befordran till generalmajor den 4 april samma år.

### Familj
Schröderstierna gifte sig den 3 augusti 1810 i Marstrand med Louisa Elisabet Eleonora Darin (1785-1813). Hon var dotter till borgmästaren i Marstrand Sven Darin och dennes hustru Eleonora Christina Carolina Horste. Paret fick inga barn och hustrun dog hastigt under ett besök i Tullinge i vad som troligen var en hjärtattack.

## Utmärkelser[1]
- Riddare av Svärdsorden - 14 juni 1800
- Kommendör av Svärdsorden - 29 april 1822
- Kommendör med stora korset av Svärdsorden - 28 januari 1838

Schröderstierna utnämndes även till hedersledamot av Kungliga Krigsvetenskapsakademien i november 1831.